# Андреева, Людмила Валериановна
Людмила Валериановна Андреева (род. 3 декабря 1937 года, Ярославль, РСФСР, СССР) — советский и российский искусствовед, член-корреспондент Российской академии художеств (2006).

## Биография
Родилась 3 декабря 1937 года в Ярославле.
В 1969 году — окончила исторический факультет МГУ, отделение истории и теории искусства.
С 1967 по 1969 годы — старший научный сотрудник ГНИМА имени А. В. Щусева.
С 1969 по 1991 годы — референт в Правлении Союза художников СССР по МОСХу, Грузинскому, Азербайджанскому и Армянскому Союзам художников, секретарь комиссии по живописи.
С 1982 по 1996 годы — преподаватель истории искусства в Московском академическом художественном училище Памяти 1905 года.
С 1996 по 1999 годы — главный специалист Московского отделения фонда дизайна Грузии.
С 1992 по 1996 годы — преподаватель истории искусства на географическом факультете МГУ.
С 1999 по 2001 годы — главный специалист Центра профессионального художественного творчества Российской академии художеств.
В 2006 году — избрана членом-корреспондентом Российской академии художеств от Отделения искусствознания и художественной критики.
С 2015 года — член Московского союза художников.
С 1999 года — заместитель директора по научной работе Московского музея современного искусства.

## Научная деятельность
Монографии, научные труды:
- Московская живопись. Каталог выставки // Автор вступ. ст., куратор выставки и сост. каталога групповой выставки московских художников к 750-летнему юбилею основания Берлина (ГДР) // Союз художников ГДР. (на нем. яз.) (Берлин, 1987 г.)
- Николай Ильич Гришин. 1921—1985. Графика, акварель / Альбом-каталог // Автор вступ. ст., куратор выставки (М.: Советский художник, 1989 г.)
- Иван Васильевич Дмитриев. Живопись, графика, мелкая пластика / Альбом-каталог // Автор вступ. ст., куратор выставки (М.: Советский художник, 1989 г.)
- Ю. Павлов Живопись Рисунок. Альбом // Автор ст. «Критерий красоты и гармонии» (М., 2013 г.)
- Юрий Павлов. Альбом // Монографическое издание из серии «Мастера изобразительного искусства стран СНГ» // Вступ. ст. и автор-составитель (М.: Международная конфедерация Союзов художников, «Галарт», 2015 г.)

## Награды
- Почётная грамота Департамента культуры города Москвы (2015)